# Золота Поляна (Пологівський район)
Золота Поля́на — село в Україні, у Федорівській сільській громаді Пологівського району Запорізької області. Населення становить 107 осіб. До 2019 орган місцевого самоврядування - Федорівська сільська рада.

## Географія
Село Золота Поляна знаходиться в балці Лозовенька по якій протікає пересихаючий струмок, на відстані 3 км від села Федорівка.

## Історія
12 червня 2020 року, відповідно до Розпорядження Кабінету Міністрів України від № 713-р «Про визначення адміністративних центрів та затвердження територій територіальних громад Запорізької області», увійшло до складу Федорівської сільської громади.
17 липня 2020 року, в результаті адміністративно-територіальної реформи та ліквідації колишнього Пологівського району (1923-2020), село увійшло до складу новоутвореного Пологівського району.